# Revolution in Frankfurt
Revolution in Frankfurt ist ein deutscher Fernsehfilm von 1979. Regie führte Fritz Umgelter.

## Inhalt
Der als „historisches Dokumentarspiel“ gedrehte Film beschreibt den sogenannten Fettmilch-Aufstand oder auch Bürgeraufstand in Frankfurt am Main in der Zeit von 1612 bis 1616. Im Rahmen der bevorstehenden Wahl Matthias’ zum Kaiser des Heiligen Römischen Reiches sind die Bürger aufgefordert, einen Schwur für den Schutz und die Sicherheit der in der Stadt versammelten Kurfürsten abzulegen. Im Rahmen des Eides wird den Zunftbürgern der Verlust ihrer Rechte angedroht. Nun wollen diese vom Rat die Bekanntgabe der Privilegien verlangen, von denen sie keine Ahnung haben.

## Produktion und Veröffentlichung
Der Film wurde 1979 unter der Regie von Fritz Umgelter durch ELAN-Film im Auftrag des ZDF produziert. Drehbuchautor war Heinrich Leippe, für das Szenenbild war Wolfgang Hundhammer verantwortlich.
Die Ausstrahlung geschah am 16. Januar 1979 durch das ZDF. Später folgten mehrere Wiederholungen.